# Bengalen
Bengalen er et historisk område i nordøst-Indien.
Landets kerne er det enorme delta af Ganges men mange omegne har ofte været inkluderet i det politiske begreb "Bengal."
I historisk tid har størstedelen af befolkningen talt indoariske sprog som bengali. Andre sprogfamilier (Dravidiske, Munda) fandtes i bakkelandene på Bengalens periferi.
Allerede i oldtiden kom europæiske handelsmænd til Bengal; Plinius den Ældre bemærker at i hans tid tog det en uge at sejle dertil fra Ceylon. Indbyggerne, oprindelig hinduer eller buddhister, begyndte at gå over til Islam i midelaldern.
I moderne tider var der mange europæiske kolonikøbsteder i Bengalen fra 17. århundrede: Kolkata (England), Chandannagar (Frankrig), Serampore (Danmark), Hugli-Chinsura (Holland). Området var under Mogulrigets myndighed men blev i praksis selvstændig i 18. århundred.
Briterne overtog magten i 1765. Der var stor skandale og flere retssager over hvordan det Britiske Ostindiske Kompagnis funktionærer beriget sig, men disse administrative problemer blev løst og Bengalen blev til Britisk Indiens vigtigste provins. Kolkata var provinsens og kejserrigets hovedstad 1772-1911, og også et vigtig intellektuelt centrum, fx hovedkvarteret af "The Asiatic Society of Bengal."
I 19. århundrede begyndte en reformbevægelse hos indbyggerne, den Bengalske Renaissance, der grundlage moderne Indiens literatur og politik.
I 1905 besluttede den britiske Vicekonge Curzon at splitte Bengalen. For administrativ bekvemmelighed tænkte han at skære Bengalen midt over uden hænsigt for den blomstrende bengalske nationalisme. I 1912, efter flere års uro (inkl. bombeattentater), måtte delingen annulleres.
Man gennemførte en ny plan: de ydre områder af Bengalprovinsen, der ikke var bengali-talende, blev adskilt som provinserne Bihar, Orissa og Assam. Den centrale bengali-talende område splittedes ikke. (På same tidspunkt blev Delhi, hvor nationalisterne havde mindre indflydelse, Britisk Indiens nye hovedstad.)
Men da Indien og Pakistan blev selvstændige i 1947 måtte Bengalen alligevel deles: de vestlige hindubeboede egne blev til den indiske delstat Vestbengalen og de østlige muslimbeboede egne blev til Østpakistan. I 1971 blev Østpakistan selvstændig under navnet Bangladesh.
23°59′20″N 88°43′52″Ø / 23.9888°N 88.7311°Ø